# 雷德蒙 (伊利諾伊州)
雷德蒙（英語：Redmon）是位於美國伊利諾伊州埃德加縣的一個村落。

## 地理
雷德蒙的座標為39°38′43″N 87°51′42″W / 39.64528°N 87.86167°W，而該地最高點為海拔高度210米（即689英尺）。

## 人口
根據2010年美國人口普查的數據，雷德蒙的面積為0.38平方千米，當中陸地面積為0.38平方千米，而水域面積為0.00平方千米。當地共有人口173人，而人口密度為每平方千米455人。